# فيكي غولدن
فيكي غولدن (بالإنجليزية: Vicki Golden)‏ هي متسابقة دراجات نارية أمريكية، ولدت في 28 يوليو 1992 في سان دييغو في الولايات المتحدة.

## روابط خارجية
- فيكي غولدن على موقع ألعاب إكس (مؤرشف) (الإنجليزية)